# Aegiphila elata
Aegiphila elata är en kransblommig växtart som beskrevs av Olof Swartz. Aegiphila elata ingår i släktet Aegiphila och familjen kransblommiga växter. Inga underarter finns listade i Catalogue of Life.